# Hon'inbō Shūsai
Hon'inbō Shūsai (本因坊 秀哉, 1874 - 18 janvier 1940), de son vrai nom Tamura Hoju, également connu sous le nom Tamura Yasuhisa (田村保寿), était un célèbre joueur de go professionnel au  Japon.

## Biographie
Fils de Tamura Yasunaga, un domestique du shogun, Shusai est né à Shiba, un quartier de Tokyo. Il apprend le go à l'âge de 10 ans et rejoint la Hoensha en 1883, qui était à l'époque dirigée par Murase Shuho. Il atteint le grade de 1er dan à l'âge de 13 ans, puis de 2e dan à l'âge de 18 ans. Il s'arrête alors temporairement de jouer, et essaye de monter sa propre affaire de commerce, mais il effectue finalement une retraite dans un temple bouddhiste de la Préfecture de Chiba. Après plus d'une année à l'écart du jeu, il crée son propre salon de go à Roppongi.
Shusai reçoit alors l'aide de Kim Ok-kyun, coréen influent résident au Japon, qui utilise ses contacts pour le présenter à Honinbo Shuei. En 1892, Shusai est classé 4e dan. Il participe à plusieurs matchs de haut niveau. Il joue contre Ishii Senji, l'un des meilleurs joueurs de la Hoensha, dans deux  jubango, l'un en 1895 à sen, et l'autre en 1897 en sen-ai-sen. En 1897 il défie dans un jubango Yasui Sanei, dernier maître de la maison Yasui. Il défie également Honinbo Shugen. En 1897-98, il joue une nouvelle fois contre Ishii Senji. En 1899, il joue un jubango contre Karigane Junichi, qui sera son seul rival sérieux pendant plusieurs décennies. En 1900-1901, il joue un jubango contre Iwasa Kei. Il retire de ces matchs la réputation de plus fort joueur, aux côtés de Shuei. En 1907, il devient 7e dan, grade exceptionnel à l'époque.
En 1908, il devient le 21e et dernier maître de l'école Hon'inbō, succédant à Shuei. Tamura prend alors le nom de Shusai. Son accession à la tête de l'école Honinbo créa un conflit durable avec Karigane, de la même école, qui était soutenu par la veuve de Shuei.
Shusai obtient le titre de Meijin en 1914, devenant ainsi le dixième joueur à l'obtenir depuis Honinbo Sansa. Dans le cas de Shusai, comme dans celui de Shuei précédemment, il n'y a pas eu d'implication officielle du gouvernement, et le titre est plutôt la marque d'une reconnaissance par les autres joueurs de go contemporains. Shusai défendit son titre de Meijin dans plusieurs matchs.

## Style et influence
Shusai était un joueur qui réfléchissait beaucoup et jouait naturellement lentement. Il s'opposa à l'introduction des limites de temps et des pendules. 
Son style n'a pas eu beaucoup d'influence par la suite. Ses idées stratégiques datent d'avant le shinfuseki, qui bouleversera complètement la théorie des ouvertures. Par ailleurs, il n'a pas non plus innové dans le domaine des joseki, où il préférait jouer des séquences établies. 
Avant la création de la Nihon Ki-in, il n'y avait pas d'ensemble défini des règles du jeu de go, et Shusai a arbitré plusieurs controverses, notamment sur le problème du mannenko.
Yasunari Kawabata, amateur éclairé de go, avait été mandaté par un grand quotidien pour publier les comptes rendus du dernier tournoi du vieux maître, en 1938. Honinbo était opposé à Kitani Minoru, contre lequel il perdit de 5 points. Kawabata lui rendit hommage dans son roman Le Maître ou le Tournoi de go (Meijin).

## Création de la Nihon Ki-in
La création de la Nihon Ki-in en 1924 est l'un des évènements les plus importants du XXe siècle pour l'organisation et le développement du go au Japon. Shusai, représentant l'école Hon'inbō, a joué un rôle important dans la création de celle-ci.
En 1923, Karigane crée le groupe Hiseikai avec Suzuki Tamejiro, Takabe Tohei, et Segoe Kensaku. Par ailleurs, l'école Hon'inbō se rapproche de la Hoensha, qui deviennent la Chūō Kiin. Cet arrangement  est cependant temporaire, et ne dure finalement que trois mois. En septembre 1923, le grand tremblement de terre du Kanto frappe durement le Japon, et va accélérer le rapprochement entre les écoles de go, affaiblies par le contexte chaotique. Sous l'impulsion du baron Kishichiro Okura, la Nihon Ki-in est fondée en mai 1924 et fédère les divers groupes et écoles de go, dont la célèbre école Hon'inbō. Shusai devient alors l'un des membres importants de cette nouvelle organisation.